# 22. Turniej Czterech Skoczni
22. Turniej Czterech Skoczni rozgrywany był od 30 grudnia 1973 do 6 stycznia 1974.
Turniej wygrał  Hans-Georg Aschenbach.

## Oberstdorf
Data: 30 grudnia 1973

Państwo:  RFN

Skocznia: Schattenbergschanze

### Wyniki konkursu
| Poz. | Imię i nazwisko       | Narodowość | Punkty |
| ---- | --------------------- | ---------- | ------ |
| 1.   | Hans-Georg Aschenbach | NRD        | 245,1  |
| 2.   | Heinz Wosipiwo        | NRD        | 225,0  |
| 3.   | Hans Schmid           | Szwajcaria | 222,8  |
| 4.   | Esko Rautionaho       | Finlandia  | 221,3  |
| 5.   | Jurij Kalinin         | ZSRR       | 218,9  |
| 6.   | Kari Ylianttila       | Finlandia  | 217,8  |
| 7.   | Alfred Grosche        | RFN        | 217,3  |
| 8.   | Tadeusz Pawlusiak     | Polska     | 211,8  |
| 9.   | Jochen Danneberg      | NRD        | 210,5  |
| 10.  | Hiroshi Itakagi       | Japonia    | 210,4  |
| 10.  | Hisayoshi Sawada      | Japonia    | 210,4  |

## Garmisch-Partenkirchen
Data: 1 stycznia 1974

Państwo:  RFN

Skocznia: Große Olympiaschanze

### Wyniki konkursu
| Poz. | Imię i nazwisko       | Narodowość | Punkty |
| ---- | --------------------- | ---------- | ------ |
| 1.   | Walter Steiner        | Szwajcaria | 240,9  |
| 2.   | Hans-Georg Aschenbach | NRD        | 239,4  |
| 3.   | Dietrich Kampf        | NRD        | 227,9  |
| 4.   | Hans Schmid           | Szwajcaria | 227,7  |
| 5.   | Henry Glaß            | NRD        | 227,3  |
| 6.   | Bernd Eckstein        | NRD        | 226,7  |
| 7.   | Tauno Käyhkö          | Finlandia  | 226,3  |
| 8.   | Alfred Grosche        | RFN        | 225,2  |
| 9.   | Jochen Danneberg      | NRD        | 224,8  |
| 10.  | Garij Napałkow        | ZSRR       | 224,1  |

## Innsbruck
Data: 2 stycznia 1974

Państwo:  Austria

Skocznia: Bergisel

### Wyniki konkursu
| Poz. | Imię i nazwisko       | Narodowość     | Punkty |
| ---- | --------------------- | -------------- | ------ |
| 1.   | Hans-Georg Aschenbach | NRD            | 251,3  |
| 2.   | Hans Schmid           | Szwajcaria     | 244,6  |
| 3.   | Walter Steiner        | Szwajcaria     | 242,9  |
| 4.   | Henry Glaß            | NRD            | 240,5  |
| 5.   | Bernd Eckstein        | NRD            | 239,2  |
| 6.   | Rudolf Höhnl          | Czechosłowacja | 236,6  |
| 7.   | Reinhold Bachler      | Austria        | 236,0  |
| 8.   | Jurij Kalinin         | ZSRR           | 235,7  |
| 9.   | Dietrich Kampf        | NRD            | 235,6  |
| 10.  | Tadeusz Pawlusiak     | Polska         | 234,5  |

## Bischofshofen
Data: 6 stycznia 1974

Państwo:  Austria

Skocznia: Paul-Ausserleitner-Schanze

### Wyniki konkursu
| Poz. | Imię i nazwisko       | Narodowość | Punkty |
| ---- | --------------------- | ---------- | ------ |
| 1.   | Bernd Eckstein        | NRD        | 237,4  |
| 2.   | Walter Steiner        | Szwajcaria | 235,7  |
| 3.   | Hans-Georg Aschenbach | NRD        | 235,0  |
| 4.   | Dietrich Kampf        | NRD        | 230,0  |
| 5.   | Henry Glaß            | NRD        | 227,3  |
| 6.   | Odd Grette            | Norwegia   | 223,7  |
| 7.   | Garij Napałkow        | ZSRR       | 221,7  |
| 8.   | Hiroshi Itakagi       | Japonia    | 219,3  |
| 9.   | Heinz Wosipiwo        | NRD        | 218,5  |
| 10.  | Hans Schmid           | Szwajcaria | 214,7  |

## Klasyfikacja generalna
| Poz. | Skoczek               | Kraj       | Punkty |
| ---- | --------------------- | ---------- | ------ |
| 1.   | Hans-Georg Aschenbach | NRD        | 970,8  |
| 2.   | Walter Steiner        | Szwajcaria | 927,6  |
| 3.   | Bernd Eckstein        | NRD        | 910,0  |
| 4.   | Hans Schmid           | Szwajcaria | 909,8  |
| 5.   | Henry Glaß            | NRD        | 893,9  |
| 6.   | Dietrich Kampf        | NRD        | 893,3  |
| 7.   | Alfred Grosche        | RFN        | 880,5  |
| 8.   | Heinz Wosipiwo        | NRD        | 876,8  |
| 9.   | Hiroshi Itakagi       | Japonia    | 869,8  |
| 10.  | Esko Rautionaho       | Finlandia  | 868,0  |